# Боралдай (селище)
Боралда́й (каз. Боралдай) — селище, центр Ілійського району Алматинської області Казахстану. Адміністративний центр та єдиний населений пункт Боралдайської селищної адміністрації.
Населення — 35863 особи (2021; 28142 у 2009, 18999 у 1999, 21014 у 1989).

## Історія
Селище було засноване 1929 року при будівництві залізниці Турксиб. Спочатку тут було розташування прикордонної військової частини. 1942 року сюди були евакуйовані 2 цукрових заводи з України. Статус смт з 1944 року. У радянські часи селище називалось Бурундай.
У 2014 році південно-західна частина селища передана до складу міста Алмати.